# Der König
Der König ist eine Krimiserie mit Günter Strack in der Hauptrolle, die in 32 Folgen (davon vier 90 Minuten Langfolgen) von 1994 bis 1998 im deutschen Fernsehen bei Sat.1 gesendet wurde. Produziert wurde die Serie von der ndF.

## Handlung
Günter Strack spielt den Kriminalisten Johannes König, der in seiner Heimatstadt Bamberg in verschiedenen Fällen ermittelt. Kurz vor seiner Pensionierung erleidet der Kommissar einen Revolverschuss ins Bein und muss fortan mit einem Gehstock laufen. Als Pensionist wird Johannes König zum Eigenbrötler. Er ermittelt von sich aus Kriminalfälle und arbeitet dabei mit dem noch amtierenden Kommissar Axel Hübner zusammen. So ist er auch regelmäßiger Benutzer eines öffentlichen Linienbusses und kann den Busfahrer Pichler dazu bringen, ihn ohne gültige Fahrkarte mitzunehmen oder hin und wieder vom Fahrplan abzuweichen.

## Besetzung
- Günter Strack: Johannes „Hannes“ König
- Michael Roll: Kommissar Axel Hübner
- Renate Schroeter: Ingrid Dorn
- Wilfried Klaus: Dr. Eugen Pröttel
- Walter Renneisen: Wirt Karl Schober
- Volker Prechtel: Busfahrer Pichler
- Dieter Brandecker: Journalist Horst Gierke
- Dorothea Schenck: Anke Lenz
- Petra Berndt: Gisela Hellwig